# Mestosoma orobium
Mestosoma orobium är en mångfotingart som beskrevs av Kraus 1960. Mestosoma orobium ingår i släktet Mestosoma och familjen orangeridubbelfotingar. Inga underarter finns listade i Catalogue of Life.